# Aristida basiramea
Espèce
Aristida basiramea est une espèce végétale de la famille des Poaceae. 